# Mathieu Rodrigues
Mathieu Rodrigues, (Romorantin-Lanthenay, 7 de Novembro de 1985) é um tenista francês destro.

## Ligações Externas
- Mathieu Rodrigues na Associação de Tenistas Profissionais
- Mathieu Rodrigues na Federação Internacional de Tênis